# Catedral de San Jorge (Adís Abeba)
La Catedral de San Jorge es una catedral ortodoxa en Adís Abeba, la capital de Etiopía. Se caracteriza por su distintiva forma octogonal. Se encuentra en el extremo norte de la calle Churchill de esa ciudad.
Diseñada por Sebastiano Castagna, fue construida por los prisioneros de guerra italianos derrotados en Adwa en 1896, y fue nombrada en honor de San Jorge, después de que la "Tabot" (Arca) de la iglesia se llevó a la batalla de Adwa contra los italianos, batalla durante la cual los etíopes obtuvieron la victoria. Dicho edificio fue descrito en 1938 en una publicación turística italiana como un "buen ejemplo de la interpretación europea del diseño de la iglesia etíope". Las autoridades fascistas italianas incendiaron el edificio durante la guerra de 1937. La catedral fue restaurada posteriormente por el emperador después de la liberación en 1941.
La Emperatriz Zewditu de Etiopía fue coronada en esta Catedral en 1917, y el emperador Haile Selassie fue también coronado allí en 1930.